# Studenten TV
Studenten TV is een Amsterdamse televisiezender die sinds 1983 programma's voor en door Amsterdamse studenten en jongeren maakt.
Studenten TV is opgericht in 1983 door studenten van de opleiding Politicologie van de Universiteit van Amsterdam. Ze kregen daarbij ondersteuning van de universitaire dienst Beeld & Geluid die kosteloos video apparatuur beschikbaar stelde. De oorspronkelijke naam was het FSW-a Videojournaal, vernoemd naar de faculteit waaronder politicologie viel: Faculteit Sociale Wetenschappen, afdeling A (Politieke Wetenschappen).
Het FSW-a Videojournaal was in het begin alleen voor interne distributie. Elke maand werd het journaal in de kantine van de FSW-A vertoond. De onderwerpen varieerden van nieuws uit de samenleving (het waren de hoogtij dagen van de kraakbeweging), tot creatieve filmpjes van studenten met speelfilmambities. En alles wat daar tussen zit.
Vanaf 1985 werden met enige regelmaat de beste items uit het journaal uitgezonden Amsterdamse stadszender SALTO. In 1988 is de naam veranderd in Studenten TV en werd het video collectief toegankelijk voor studenten van alle studierichtingen. Inmiddels is Studenten TV al jaren een vast onderdeel van de SALTO programmering. Aan bod komen reportages over het studentenleven in Amsterdam en de staat van het onderwijs, maar er is ook ruimte voor creatieve videos.
Het FWS-a Videojournaal en opvolger Studenten TV zijn sinds de oprichting een springplank geweest voor studenten die een carrière ambiëren in de media. Bekende oud-redacteuren van Studenten TV zijn: Michael Schaap (De Hokjesman), Sander Simons, David de Jongh, Marjolijn van Heemstra, Susan Koenen, Vincent Verweij, Jeroen Akkermans, Rogier Kappers, Lotte Verlackt, Lidija Zelovic en Lauren Verster.
Studenten TV is gehuisvest in het CREA-gebouw van de Universiteit van Amsterdam.